# Michel Demazure
Michel Demazure est un mathématicien français né le 2 mars 1937 à Neuilly-sur-Seine. Ses recherches ont notamment porté sur la géométrie algébrique. Il a été président de la Société mathématique de France (SMF) et de plusieurs musées scientifiques français : le Palais de la découverte et la Cité des sciences et de l'industrie. Il a aussi été l'un des membres du groupe Nicolas Bourbaki.

## Biographie
Michel Demazure est un ancien élève de l'École normale supérieure.
Dans les années 1960, il est élève d'Alexandre Grothendieck. De 1962 à 1964, ils travaillent en commun sur les schémas en groupes (en) à l'Institut des hautes études scientifiques de Paris. En 1965, Demazure obtient son doctorat — dont le thème est Schémas en groupes réductifs — à l'université de Paris sous la direction de Grothendieck, alors qu'il est maître de conférences à l'université de Strasbourg entre 1964 et 1966.
Il devient professeur à l'université Paris-Sud 11 d’Orsay en 1966 et le reste jusqu'en 1976 ; il rejoint ensuite le centre de mathématiques de l'École polytechnique, où il exerce en tant que professeur jusqu'en 1999.
Pendant cette période, de 1965 à 1985, il est aussi membre du groupe Nicolas Bourbaki.
En 1988, Demazure devient président de la Société mathématique de France (SMF). De 1991 à 1998, il est directeur du Palais de la découverte et de 1998 à 2002, président de la  Cité des sciences et de l'industrie de La Villette.

## Œuvre

### Contributions
On lui doit la notion de donnée radicielle (en) qu'il introduit en 1970, le module de Demazure (en), nommé en son honneur et sur lequel il travaille en 1974.
Plus tard, un de ses domaines de travail est la « mathématique appliquée à l'informatique », où il utilise des notions de géométrie algébrique pour la reconnaissance visuelle par ordinateur.

### Livres
- Schémas en groupes. I : Propriétés générales des schémas en groupes (1970).
- Schémas en groupes. II : Groupes de type multiplicatif, et structure des schémas en groupes généraux (1970).
- Schémas en groupes. III : Structure des schémas en groupes réductifs (1970).
- Schémas en groupes. IV (1970).
- Groupes algébriques. Tome I : Géométrie algébrique, généralités, groupes commutatifs (1970).
- Catastrophes et bifurcations, Ellipses (1989).
- La Vie rêvée des maths (préface), Saint Simon (2001).
- Cours d'algèbre [détail des éditions].

### Articles
- Une définition constructive du résultant
- Fonctions d'Hilbert Samuel d'après Macaulay, Stanley et Bayer
- Le monoïde de Mayr-Meyer
- Une représentation récursive des polynômes